# Parepisparis rutila
Parepisparis rutila är en fjärilsart som beskrevs av Turner 1947. Parepisparis rutila ingår i släktet Parepisparis och familjen mätare. Inga underarter finns listade i Catalogue of Life.